# Grammitis nipponica
Grammitis nipponica là một loài dương xỉ trong họ Polypodiaceae. Loài này được Tagawa & K. Iwats. mô tả khoa học đầu tiên năm 1961.
Danh pháp khoa học của loài này chưa được làm sáng tỏ. 